# Parti démocratique libre
Pour les articles homonymes, voir Démocrates libres.

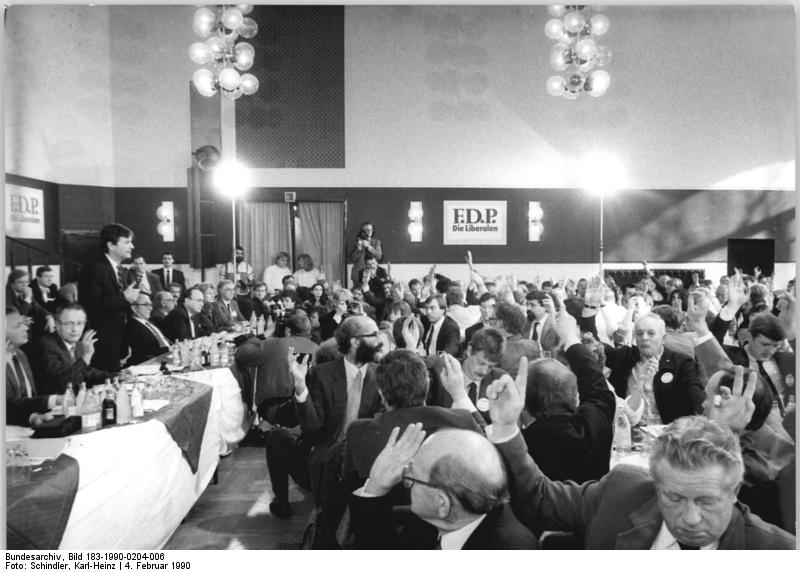
Réunion du Parti démocratique libre en 1990.

Le Parti démocratique libre (Freie Demokratische Partei, FDP) est un ancien parti politique est-allemand fondé en 1989 et disparu l'année suivante. 
À la suite de la chute du Mur de Berlin, plusieurs membres du Parti libéral est-allemand (LDPD), sceptiques quant à la possibilité d'une réforme de leur organisation, appellent le 25 novembre 1989 à la constitution d'un nouveau parti libéral. En février 1990, le FDP constitue la Fédération des démocrates libres aux côtés du LDPD et du Parti allemand du forum. L'association obtient 5,3 % des voix aux premières élections libres organisées en mars 1990 et fusionne ensuite avec le Parti libéral-démocrate.